# Бухолц (Дитмаршен)
Бухолц (њем. Buchholz) општина је у њемачкој савезној држави Шлезвиг-Холштајн. Једно је од 115 општинских средишта округа Дитмаршен. Према процјени из 2010. у општини је живјело 1.083 становника. Посједује регионалну шифру (AGS) 1051012.

## Географски и демографски подаци
Бухолц се налази у савезној држави Шлезвиг-Холштајн у округу Дитмаршен. Општина се налази на надморској висини од 34 метра. Површина општине износи 14,6 km². У самом мјесту је, према процјени из 2010. године, живјело 1.083 становника. Просјечна густина становништва износи 74 становника/km².

## Међународна сарадња
| Мјесто    | Држава | Врста сарадње | Од    |
| --------- | ------ | ------------- | ----- |
| Бјолдеруп | Данска | партнерство   | 1950. |
| Извор     |        |               |       |